# Cult (album)
Cult – trzeci album studyjny fińskiej grupy muzycznej Apocalyptica. Wydawnictwo ukazało się 28 września 2000 roku nakładem wytwórni muzycznej Universal Music Group. W 2001 roku ukazała się wzbogacona edycja albumu z dodatkową płytą CD. Nagrania zostały zarejestrowane w Petrax Studios w Hollola w Finlandii. 
30 maja 2003 roku płyta została wydana jako część boksu Collectors Box Set.

## Lista utworów
Opracowano na podstawie materiału źródłowego.
| Nr  | Tytuł utworu                | Autorzy                                   | Długość |
| --- | --------------------------- | ----------------------------------------- | ------- |
| 1.  | „Path”                      | Eicca Toppinen                            | 3:06    |
| 2.  | „Struggle”                  | Eicca Toppinen                            | 3:26    |
| 3.  | „Romance”                   | Eicca Toppinen                            | 3:27    |
| 4.  | „Pray!”                     | Eicca Toppinen                            | 4:24    |
| 5.  | „In Memoriam”               | Eicca Toppinen                            | 4:42    |
| 6.  | „Hyperventilation”          | Eicca Toppinen                            | 4:25    |
| 7.  | „Beyond Time”               | Eicca Toppinen                            | 3:57    |
| 8.  | „Hope”                      | Eicca Toppinen                            | 3:25    |
| 9.  | „Kaamos”                    | Eicca Toppinen                            | 4:45    |
| 10. | „Coma”                      | Eicca Toppinen                            | 6:57    |
| 11. | „Hall Of The Mountain King” | Edvard Grieg                              | 3:29    |
| 12. | „Until It Sleeps”           | James Hetfield, Lars Ulrich               | 3:14    |
| 13. | „Fight Fire With Fire”      | Cliff Burton, James Hetfield, Lars Ulrich | 3:25    |
|     |                             |                                           | 52:42   |

| Limited Edition DigiPak CD 2 | Limited Edition DigiPak CD 2             | Limited Edition DigiPak CD 2                           | Limited Edition DigiPak CD 2 |
| Nr                           | Tytuł utworu                             | Autorzy                                                | Długość                      |
| ---------------------------- | ---------------------------------------- | ------------------------------------------------------ | ---------------------------- |
| 1.                           | „Path Vol. 2 ft. Sandra Nasić”           | Eicca Toppinen, Sandra Nasić                           | 3:23                         |
| 2.                           | „Hope Vol. 2 ft. Matthias Sayer”         | Eicca Toppinen, Jeff Collier, Matthias Sayer           | 4:01                         |
| 3.                           | „Harmageddon (Live in Munich)”           | Eicca Toppinen                                         | 5:01                         |
| 4.                           | „Nothing Else Matters” (Live In Munich)” | James Hetfield, Lars Ulrich                            | 5:19                         |
| 5.                           | „Inquisition Symphony (Live In Munich)”  | Andreas Kisser, Igor Cavalera, Max Cavalera, Paulo Jr. | 5:11                         |
|                              |                                          |                                                        | 22:55                        |

## Twórcy
Opracowano na podstawie materiału źródłowego.
| Zespół Apocalyptica w składzie - Eicca Toppinen – wiolonczela, kontrabas, instrumenty perkusyjne, aranżacje - Paavo Lötjönen – wiolonczela - Perttu Kivilaakso – wiolonczela - Max Lilja – wiolonczela |  | Produkcja - Kai "Hiili" Hiilesmaa – produkcja muzyczna, instrumenty perkusyjne - Mika Jussila – mastering - Mikko Karmila – miksowanie - Jyrki Tuovinen – inżynieria dźwięku - Vertti Teräsvuori, Olaf Heine – zdjęcia - Eero Heikkinen, Juri Patrikainen – oprawa graficzna |

## Pozycje na listach
| Lista                   | Kraj       | Pozycja | Status      |
| ----------------------- | ---------- | ------- | ----------- |
| Ö3 Austria Top 40       | Austria    | 58      | —           |
| Suomen virallinen lista | Finlandia  | 15      | —           |
| Media Control Charts    | Niemcy     | 24      | złota płyta |
| OLiS                    | Polska     | 38      | —           |
| Schweizer Hitparade     | Szwajcaria | 80      | —           |